# فهرست برندگان عرب جایزه نوبل
فهرست زیر شامل عرب‌هایی است که موفق به دریافت جایزهٔ نوبل شده‌اند.

## جهان عرب
| شال  | تصویر | نام                           | کشور   | جایزه             | توضیحات                                          |
| ---- | ----- | ----------------------------- | ------ | ----------------- | ------------------------------------------------ |
| ۱۹۷۸ |       | انور سادات                    | مصر    | جایزه صلح نوبل    | نخستین مصری برندهٔ جایزهٔ صلح نوبل                 |
| ۱۹۸۸ |       | نجیب محفوظ                    | مصر    | جایزه نوبل ادبیات | نخستین مصری برندهٔ جایزهٔ نوبل ادبیات              |
| ۱۹۹۴ |       | یاسر عرفات                    | فلسطین | جایزه صلح نوبل    | نخستین فلسطینی برندهٔ جایزه صلح نوبل              |
| ۱۹۹۹ |       | احمد حسن زویل                 | مصر    | جایزه نوبل شیمی   | نخستین عرب مصری که جایزهٔ نوبل را در علوم برده‌است |
| ۲۰۰۵ |       | محمد البرادعی                 | مصر    | جایزه صلح نوبل    | دومین مصری که جایزهٔ صلح نوبل را برده‌است          |
| ۲۰۱۱ |       | توکل کرمان                    | یمن    | جایزه صلح نوبل    | نخستین زن مسلمان عرب برندهٔ نوبل                  |
| ۲۰۱۵ |       | هیئت چهارگانه گفتگوی ملی تونس | تونس   | جایزه صلح نوبل    | نخستین برندهٔ نوبل اهل تونس                       |

## پراکنده
| Year | Image | Laureate    | Country             | Category                     | Comment                                              |
| ---- | ----- | ----------- | ------------------- | ---------------------------- | ---------------------------------------------------- |
| ۱۹۶۰ |       | پیتر مداوار | بریتانیا            | جایزه نوبل فیزیولوژی و پزشکی | نخستین فرد با یک رگه لبنانی و مسیحی برندهٔ نوبل پزشکی |
| ۱۹۹۰ |       | الیاس کوری  | ایالات متحده آمریکا | جایزه نوبل شیمی              | نخستین عرب مسیحی لبنانی برندهٔ جایزه نوبل شیمی        |
| ۲۰۱۵ |       | عزیز سنجر   | ترکیه               | جایزه نوبل شیمی              | نخستین عرب ترکیه‌ای برندهٔ جایزه نوبل شیمی.            |